# کارن دیشر
کارن دیشر (انگلیسی: Karen Disher؛ زادهٔ ۷ اوت ۱۹۷۲) یک هنرپیشه، و کارگردان اهل ایالات متحده آمریکا است.
او در عصر یخبندان: ظهور دایناسورها به گویندگی پرداخته است.